# Graciela Cáceres
Graciela Cáceres Toncheff  (Fray Bentos, 3 de enero de 1962) es una política uruguaya que pertenece al Movimiento de Participación Popular (MPP), Frente Amplio. Representante Nacional por el departamento de Río Negro durante la legislatura comprendida entre el 15 de febrero de 2010 y el 14 de febrero de 2015. Integra la Comisión de Turismo, la Comisión Especial para el Deporte de la Cámara de Representantes y el grupo de amistad parlamentaria entre Uruguay y los países de Argentina, Chile y Gran Bretaña.

## Biografía
Nacida en Fray Bentos el 3 de enero de 1962, es hija de los militantes socialistas Ana María Toncheff Moratorio y Augusto Abas Cáceres. Es nieta de un comunista búlgaro (Pedrich Toncheff Ivannova), que junto a otros búlgaros dejó su país por persecución política, llegó a Argentina y luego se radicó en Río Negro; y de abuela de origen blanco saravista (Manuela Moratorio). Sus hermanos José Gervasio y Pedro Augusto son militantes socialistas.
Contrajo matrimonio muy joven. Madre de dos hijas y abuela de tres nietos.
Cursó sus estudios primarios en la escuela N.º 1 de Fray Bentos, “Don José Gervasio Artigas”. Empezó a militar en secundaria, con 14 años de edad. Asimismo, integró en dictadura un comando juvenil de apoyo tupamaro. Siguió su militancia social en defensa de las empresas públicas. Siempre estuvo vinculada a comités de base del Frente Amplio. Presidió por dos años consecutivos el comité Yamandú Fiorelli de la ciudad de Fray Bentos.
Cursó secundaria en el liceo N.º 1 de Fray Bentos. Es comunicadora social egresada del Colegio Nacional de Periodismo y tipógrafa. Trabajó en radio Litoral, radio Rincón (Fray Bentos) y CX 30 (Montevideo), en programas políticos y en magazines.
Representó al MPP durante cinco años en la Mesa Política del Frente Amplio de Río Negro. Estuvo al frente del Fondo Solidario del MPP, integró la Comisión Delegada del Interior del FA (CDI), la Comisión de Asuntos Sociales del FA (delegada por el MPP) y forma parte del MLN-T.
Es Representante Nacional por el departamento de Río Negro durante la XLVII legislatura (2010-2015), donde integra la Comisión de Turismo, la Comisión Especial para el Deporte de la Cámara de Representantes y el grupo de amistad parlamentaria entre Uruguay y los países de Argentina, Chile y Gran Bretaña.